# سيسلرية فضية
سيسلرية فضية (الاسم العلمي:Sesleria argentea) هي نوع من النباتات تتبع جنس السيسلرية من الفصيلة النجيلية.